# ヘンリー・ペイストン＝ベディンフェルド

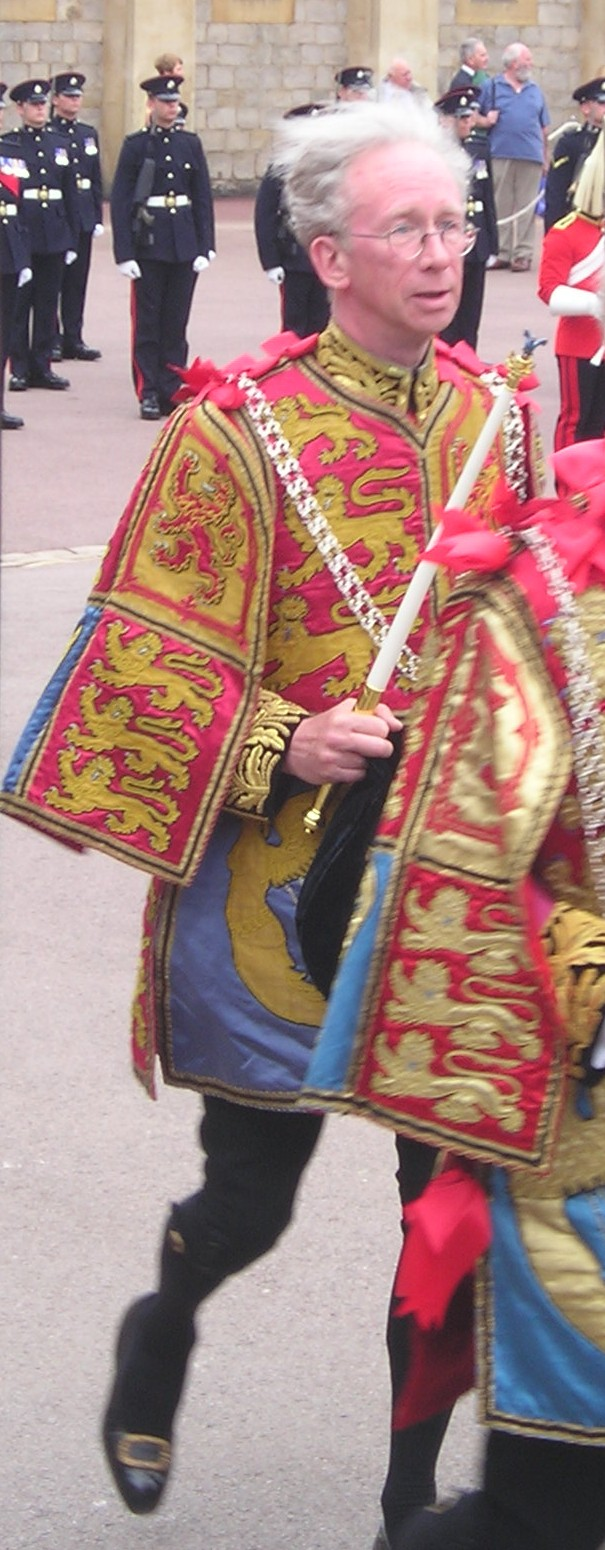
ガーターセレモニーに際して紋章官の羽織をまとう。(ウィンザー城、セント・ジョージ・チャペルにて)

第10代準男爵サー・ヘンリー・エドガー・ペイストン＝ベディンフェルド（英: Sir Henry Edgar Paston-Bedingfeld, 10th Baronet、1943年12月7日 - ）は、イギリスの紋章官。

## 経歴
エドマンド・ペイストン＝ベディンフェルドとその妻ジョアン・リーズとの一人息子として生まれた。ヨークシャーの私立校アンプルフォース・カレッジに学ぶ。
これ以降は紋章官としてのキャリアを歩み続けることとなる。1983年から10年間にわたって赤十字紋章官補を務めた。続く1993年にはヨーク紋章官に昇進している。さらに、2010年には上級紋章官であるノロイ・アルスター統括紋章官に就任して、2014年までその職責にあった。また、統括紋章官在職中の2011年に父の死去に伴って準男爵位を継承している。
紋章官職以外にも、ケンブリッジ大学附属紋章学・系譜学協会名誉副会長を務めている。また、2012年から翌年にかけて歴史ある同業組合の一つ公的専門資格従事者名誉組合組合長も引き受けている。
1968年にメアリー・アンブローズ（Mary Kathleen Ambrose、ロバート・アンブローズ陸軍准将の娘）と結婚して、二男二女をもうけている。

## 栄典

彼個人の紋章のエスカッション部分を描いたもの。

### 準男爵位
- – 第10代(オクスバラの)準男爵(Baronet, of Oxburgh)
（1660/1年1月2日の勅許状によるイングランド準男爵位[1][7]）

### 勲章
- – 聖ヨハネ騎士勲章[1]